# Tucanje
Tucanje (cyr. Туцање) – wieś w Czarnogórze, w gminie Petnjica. W 2011 roku liczyła 507 mieszkańców.